# Cui Xi
Koordinaten: 62° 13′ S, 58° 58′ W
Cui Xi (chinesisch 粹溪 ‚Sauberer Bach‘) ist ein Bach auf der Fildes-Halbinsel von King George Island im Archipel der Südlichen Shetlandinseln. Er wird gespeist aus dem Schmelzwasser des Sees Xi Hu und fließt in östlicher Richtung durch das Gelände der Große-Mauer-Station zur Hydrographers Cove.
Chinesische Wissenschaftler benannten ihn 1985.